# Таджибаев, Александр
Александр Таджибаев (укр. Олександр Таджибаєв; род. 10 апреля 1994, Евпатория, Республика Крым) — украинский футболист, полузащитник итальянского клуба «Эрмет». Выступал в чемпионате Сан-Марино за «Кайлунго» и «Виртус».

## Биография
Родился в Евпатории (Крым), однако футболом начал заниматься в Италии. На молодёжном уровне тренировался в стане «Савигнасе» и «Чезены». Впоследствии играл за любительские клубы из 6-7 итальянских дивизионов, дебютировав на этом уровне в стане «Борги». В 2012 году присоединился к «Карли Петракуты», цвета которой защищал до 2020 года. В сезоне 2017/18 выступал на правах аренды за «Атлетик Поджио».
Летом 2020 года перебрался в сан-маринский «Кайлунго». В чемпионате Сан-Марино дебютировал 13 сентября 2020 года в выездном поединке против «Фьорентино» (1:1). Единственным голом за «Кайлунго» отметился 11 апреля 2021 года в домашнем поединке 21-го тура чемпионата против «Виртуса». К концу сезона 2020/21 провёл 10 матчей и отличился 1-м голом в чемпионате Сан-Марино.
В июле 2021 года подписал контракт с «Виртусом». В футболке нового клуба дебютировал 19 сентября 2021 в выездном поединке против «Тре Пенне» (0:2). Первым голом за «Виртус» отличился 15 марта 2022 года в матче 15-го тура чемпионата Сан-Марино против «Мураты» (2:1). Всего за команду провёл 14 матчей (забив 1 гол) в чемпионате Сан-Марино и 1 игру в Кубке Сан-Марино. Имея предложения от других сан-маринских клубов, Таджибаев в январе 2023 года перешёл в итальянский клуб «Эрмет».